# Ruth Becker
Ruth Elizabeth Becker (28 de octubre de 1899-6 de julio de 1990) fue una de las últimas supervivientes del hundimiento del RMS Titanic ocurrido el 15 de abril de 1912.

## Antes del Titanic
Ruth Becker nació el 28 de octubre de 1899 en Guntur, India, Su padre era Allen Oliver Becker, un misionero luterano, y su madre, Nellie E. Baumgardner Becker. Un hermano más joven, Luther, nació en Lima, Ohio, en marzo de 1905, pero murió el 7 de febrero de 1907 en Guntur justo antes de su segundo cumpleaños. En diciembre de 1907, Nellie trajo al mundo a una segunda hija, Marion. Un hijo, Richard, nació en junio de 1910 en Kodaikanal.
A principios de 1912, Richard contrajo una enfermedad en la India, y Nellie decidió llevarle, junto a Ruth y Marion, a Benton Harbor, Míchigan, para buscar tratamiento para él.

## Titanic
El hermano de dos años de Ruth, Richard, contrajo la enfermedad en la India y Nellie decidió navegar a los EE. UU. con él, Marion y Ruth. Su marido se uniría con ella al año siguiente. Viajaron de Madras a Inglaterra, atravesando el Canal de Suez hasta Port Said y cruzaron el Mediterráneo hasta el estrecho de Gilbraltar y finalmente llegaron a Londres, Inglaterra. Ruth subió a bordo del Titanic junto con Nellie, Marion, y Richard como pasajeros de segunda clase el 10 de abril de 1912 en Southampton, Inglaterra. Poco después de la colisión del barco con el iceberg a las 11:40 p. m. del 14 de abril, un miembro de la tripulación le dijo a su madre: "Hemos tenido un pequeño accidente. Lo van a solucionar, y entonces continuaremos el rumbo." Al darse cuenta de que el barco estaba seriamente averiado, Nellie llevó a sus niños arriba a la cubierta, pero le dijo a Ruth que volviera al camarote a coger algunas mantas.
El oficial James Moody ayudó a subir a Richard y Marion al bote 11, uno de los más atestados, pero no permitió a Nellie subir a él. Solo después de que se lo suplicara a un oficial, Nellie pudo subir al bote, pero Ruth no pudo. Nellie entonces gritó a su hija que subiera a otro bote salvavidas. Ruth más tarde consiguió subir al bote 13. Ya en el bote, Ruth repartió las mantas entre los pasajeros.
Nellie, Ruth, Marion, y Richard fueron rescatados por el RMS Carpathia. A pesar de que fue una lucha poder encontrar a su madre y hermanos en el barco, Ruth finalmente lo hizo. Llegaron a Nueva York el 18 de abril, y cuando un reportero preguntó a la señorita Nellie por la tragedia, esta le contestó: "Pregúntele a Ruth, ella le dirá todo". Después de su llegada, tomaron un tren a Benton Harbor, Míchigan. Allen acabó su trabajo como misionero en la India y se unió a ellos en 1913.

## Después del Titanic
En los años que siguieron al hundimiento, Ruth rechazó hablar sobre sus experiencias a bordo el Titanic y ni siquiera sus propios hijos, cuándo eran jóvenes, supieron que su madre había sido pasajera. Después de jubilarse y de trasladarse a Santa Bárbara (California), Ruth empezó a hablar más abiertamente del desastre.
En 1982, Ruth se unió a muchos otros supervivientes en una convención de la Titanic Historical Society en Filadelfia, Pensilvania que conmemoraba el 70.º aniversario del hundimiento. En 1985, en el momento del descubrimiento del pecio del Titanic, insistió en que los restos del naufragio deberían ser dejados en paz, aunque no era reacia a que los artefactos recuperados del barco fueran exhibidos en museos. Ruth asistió a dos convenciones más en 1987 y 1988. En marzo de 1990, realizó su primer viaje por mar desde 1912 al hacer un crucero por México.

## Muerte
Ruth murió el 6 de julio de 1990 en Santa Bárbara (California), a la edad de 90 a causa complicaciones de una úlcera estomacal y vejez. Fue incinerada y el 16 de abril de 1994 sus cenizas fueron esparcidas sobre el lugar exacto del Océano Atlántico donde el Titanic se hundió ochenta y dos años antes. Las cenizas del pasajero Frank Goldsmith y el Cuarto Oficial Joseph Boxhall también fueron esparcidas en ese lugar.